# Shenton
Shenton – wieś w Anglii, w hrabstwie Leicestershire, w dystrykcie Hinckley and Bosworth, w civil parish Sutton Cheney. Leży 4 km od Market Bosworth. W 1931 roku civil parish liczyła 154 mieszkańców. Shenton jest wspomniana w Domesday Book (1086) jako Scentone.